# マムジュ県
マムジュ県 (マムジュけん、インドネシア語: kabupaten Mamuju) はインドネシアの西スラウェシ州にある県。県都はマムジュで、西スラウェシ州の州都にもなっている。人口は2015年時点で27万2511人。2012年12月14日に同県内から中央マムジュ県が分離した。

## ウラン鉱床
マムジュ県はブラジルのポソス・デ・カルダスのように一年当たり250ナノシーベルトの放射能を持ちウラン鉱床の高い潜在性を持つ。
ウラン鉱床の最も高く見込まれる場所はマムジュ市から40kmはなれたTakandeang村の丘で、時間当たり2000-3000ナノシーベルトの放射能がある。

## 自治体
県は11の郡 (kecamatan)からなり、2010年の国勢調査では以下のようであった。
| 名称                           | 人口 2010年 |
| ------------------------------ | ----------- |
| Tapalang                       | 18,083      |
| Tapalang Barat (West Tapalang) | 9,129       |
| Mamuju                         | 55,105      |
| Simboro                        | 23,200      |
| Balabalakang                   | 2,347       |
| Kulukku                        | 49,250      |
| Papalang                       | 21,395      |
| Sampaga                        | 13,986      |
| Tommo                          | 19,407      |
| Kalumpang                      | 10,800      |
| Bonehau                        | 8,622       |

## 画像

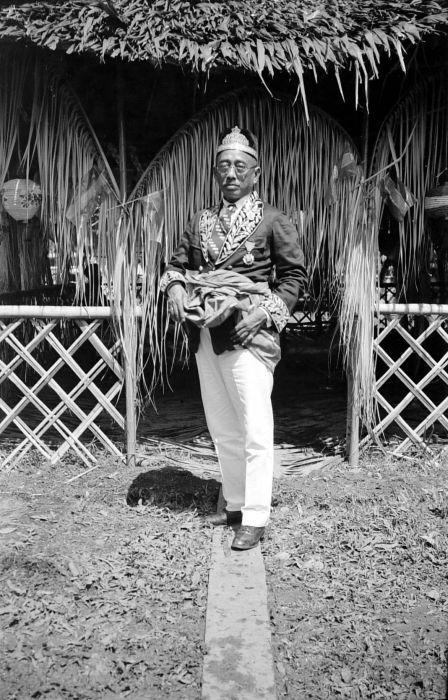
マラディアまたはマムジュの王子、儀式用の礼装(1938)
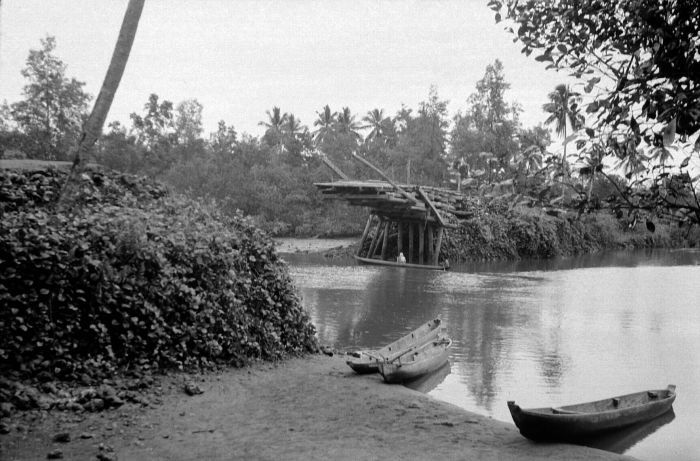
マムジュ近郊、洪水の影響を受けた橋